# 라스 세크레타스 인텐시오네스
《라스 세크레타스 인텐시오네스》(스페인어: Las secretas intenciones)은 1992년 방영된 멕시코의 텔레노벨라이다.